# Voire
Pour l’article ayant un titre homophone, voir Voir.
La Voire est une rivière française des départements de la Haute-Marne et de l'Aube, en région du Grand Est. Elle est un affluent droit de l'Aube, donc sous-affluent de la Seine.

## Géographie
La longueur de son cours d'eau est de 56,2 km. Elle prend source sur la commune de Dommartin-le-Franc, à 197 m d'altitude.
La Voire conflue en rive droite de l'Aube entre Chalette-sur-Voire et Lesmont, à 108 m d'altitude.

### Communes et cantons traversés

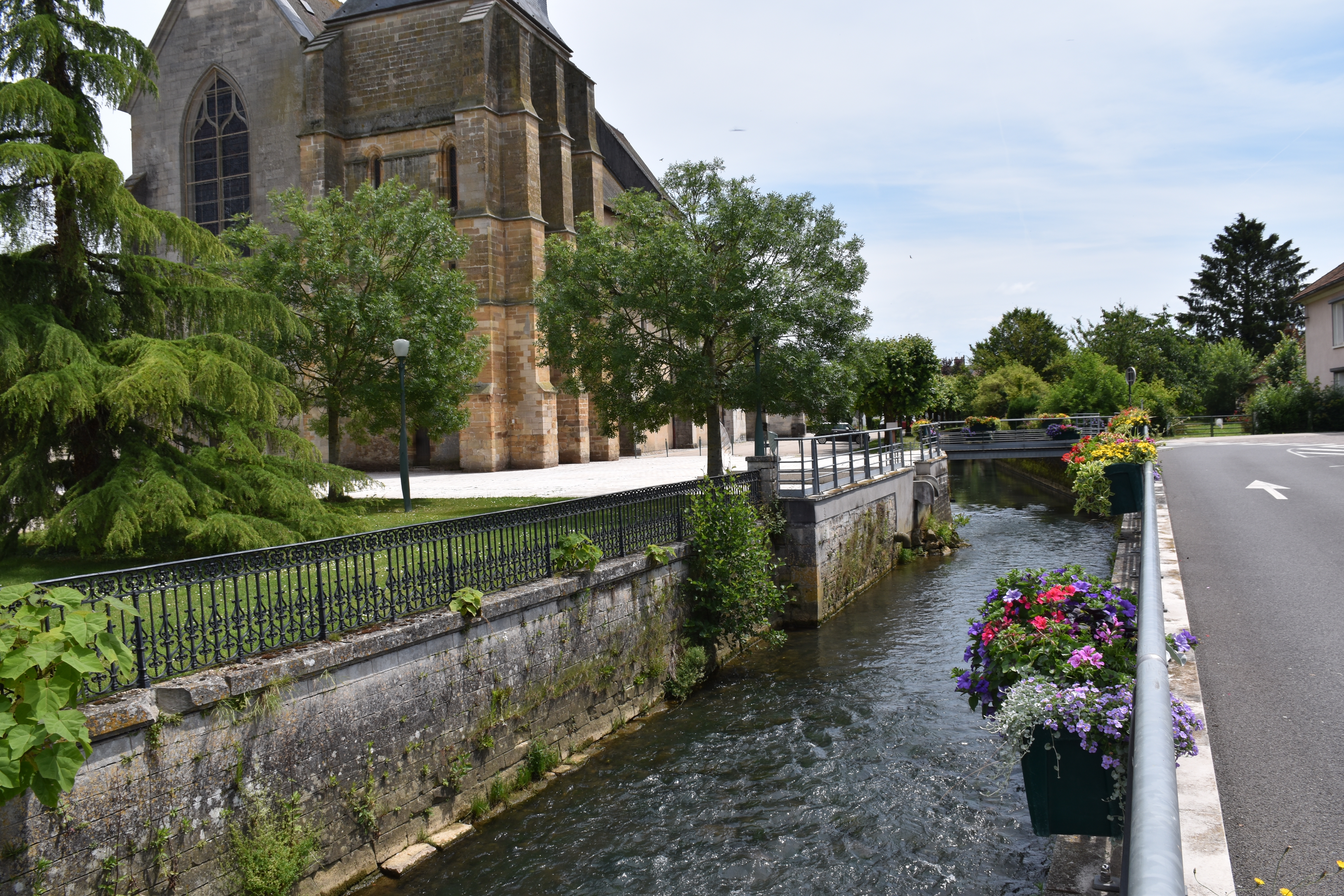
La Voire canalisée traverse Montier-en-Der.

Dans les deux départements de l'Aube et de la Haute-Marne, la Voire traverse les vingt-quatre communes suivantes, de Dommartin-le-Saint-Père, Sommevoire, Lassicourt, Saint-Christophe-Dodinicourt, Lesmont, Chalette-sur-Voire, Bétignicourt, Rosnay-l'Hôpital, Courcelles-sur-Voire, Blignicourt, Montmorency-Beaufort, Rances, Villeret, Hampigny, Lentilles, Longeville-sur-la-Laines, Puellemontier, Droyes, Ceffonds, Montier-en-Der, Thilleux, Robert-Magny, Mertrud, Dommartin-le-Franc.

### Bassin versant
La Voire traverse neuf zones hydrographiques F120, F121, F122, F123, F124, F125, F126, F127, F128 pour une superficie totale de 842 km2. Ce bassin versant est constitué à 63,18 % de « territoires agricoles », à 33,12 % de « forêts et milieux semi-naturels », à 2,71 % de « territoires artificialisés », à 0,77 % de « surfaces en eau », à 0,19 % de « zones humides ».

## Affluents
La Voire a quatorze tronçons affluents référencés dont :
- La Vivoire en rive droite
- L'Héronne, en rive droite
- La Laines en rive gauche
- Le Ceffondet  en rive gauche
- La Brévonne en rive gauche
- Le Canal Napoléon en rive gauche

## Hydrologie

### La Voire à Lassicourt
Le débit de la Voire a été observé sur une période de 30 ans (1969-1998), à Lassicourt, à 109 m d'altitude, localité du département de l'Aube, située à peu de distance de son confluent avec l'Aube . 
Le module de la Voire est de 7,07 m3/s pour un bassin versant de 896 km2.

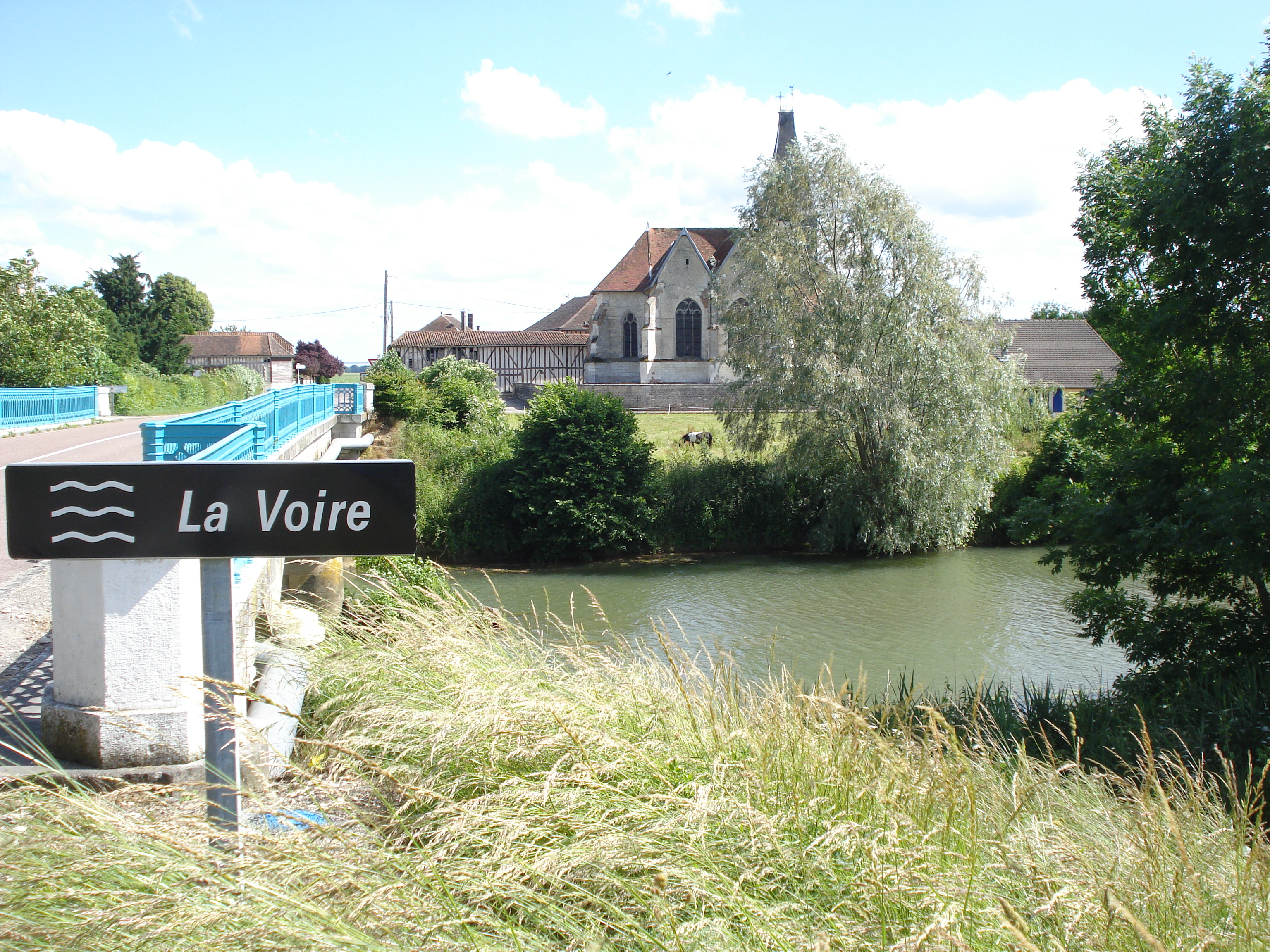
La Voire à Rances (Aube).

La rivière présente des fluctuations saisonnières de débit assez importantes, avec des crues d'hiver portant le débit mensuel moyen à un niveau situé entre 11,4 et 14,8 m3/s, de décembre à mars inclus (maximum en février), et des basses eaux d'été assez longues et prononcées de mai à début novembre, avec une baisse du débit moyen mensuel jusqu'au niveau de 1,51 m3/s au mois de septembre. 

### Étiage ou basses eaux
Le VCN3 peut chuter jusque 0,280 m3/s, soit 280 litres par seconde, en cas de période quinquennale sèche.

### Crues
D'autre part les crues sont parfois assez importantes. En effet, les QIX 2 et QIX 5 valent respectivement 52 et 73 m3/s. Le QIX 10 est de 87 m3/s et le QIX 20 de 100 m3/s. Quant au QIX 50, il se monte à 120 m3/s. Cela signifie que, par exemple, tous les deux ans, l'on doit s'attendre à une crue de l'ordre de 52 mètres cubes, et tous les vingt ans une crue de 100 mètres cubes doit statistiquement survenir.
Toujours à Lassicourt, le débit instantané maximal enregistré a été de 128 m3/s le 11 avril 1983, tandis que le débit journalier maximal était de 123 m3/s le même jour.

### Lame d'eau et débit spécifique
La lame d'eau écoulée dans le bassin de la Voire est de 244 millimètres annuellement ce qui est modéré, nettement inférieur à la moyenne d'ensemble de la France, mais supérieur à celle du bassin versant de la Seine (240 millimètres par an). Le débit spécifique ou Qsp se monte à 7,7 litres par seconde et par kilomètre carré de bassin.